# Bandiera viola
Bandiera viola è un film documentario del 2010 diretto da Claudio Lazzaro. 
Dopo Camicie verdi - Bruciare il tricolore e Nazirock - Come sdoganare la svastica e i saluti romani rappresenta la terza tappa di un viaggio nelle nuove destre. Racconta il berlusconismo attraverso la cronaca della manifestazione autoconvocata in rete, No Berlusconi Day, che il 5 dicembre 2009 ha portato in piazza a Roma un milione di persone.

## Trama
Le telecamere di 15 filmmaker si muovono all'interno di uno sterminato popolo in festa, costituito soprattutto da giovani, che vinta la paura dopo la repressione cruenta nel 2001 al G8 di Genova, tornano per la prima volta a manifestare in massa il loro dissenso.
L'aspetto inedito è che a convocarli questa volta non sono i partiti o i sindacati, che anzi vengono cacciati dal corteo e da Piazza San Giovanni. A lanciare l'appello, su Internet, è stato San Precario, un anonimo blogger.
Ad accorrere è Il Popolo Viola, anticipazione del Movimento 5 Stelle.

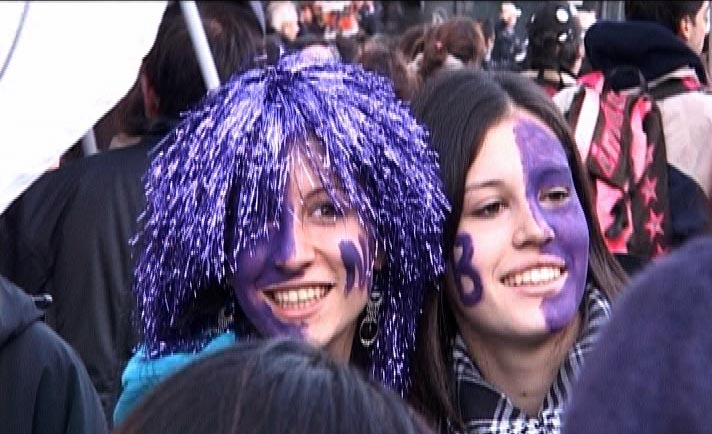
Roma 2009 manifestazione No Berlusconi Day

A organizzare la manifestazione è un gruppo di giovani, fuori dai circoli e dalle ambizioni della politica. Bandiera Viola racconta la loro storia, l’evento politico che sono riusciti a montare dal nulla, la loro incredulità di fronte al successo di un’idea lanciata on line, che si è trasformata in realtà e ha sconvolto gli schemi verticisti del fare politica.
Dal tam tam della rete e dalla realtà virtuale esce per la prima volta un flusso inarrestabile di persone in carne e ossa, che senza alcuna violenza, in un clima di festa, chiedono al Presidente del Consiglio di rassegnare le dimissioni e di presentarsi in tribunale per essere giudicato come ogni altro cittadino.
Con loro, dal palco, intervengono Dario Fo, Margherita Hack, Mario Monicelli, Fiorella Mannoia, Moni Ovadia e tanti altri, alternandosi ai Têtes de Bois, ai Tammurriata Rock, Stefano Ianne e ad altri gruppi musicali. 
Sul volto dei manifestanti si vedono scorrere le lacrime quando Roberto Vecchioni, con Viva l’Italia di Francesco De Gregori, chiude la manifestazione.
Bandiera Viola è la testimonianza di un evento eccezionale, che per ossequio al poter venne oscurato dai media, ma rimane nella storia italiana come una Woodstock della politica e come il primo annuncio della fine del berlusconismo in Italia.

## Distribuzione

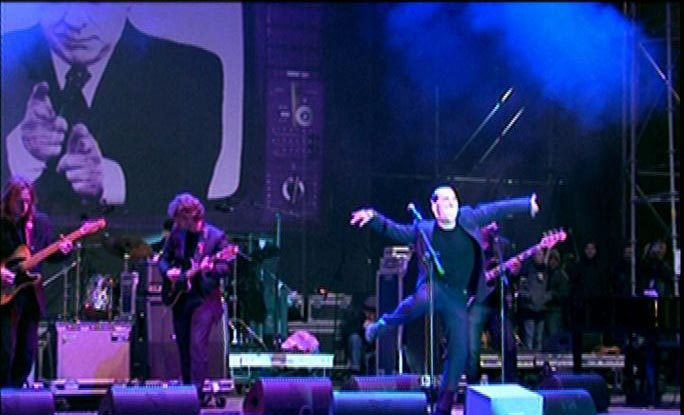
Roma 2009 il palco del No B. Day

Nel luglio 2010, terminato il montaggio con Roberto Missiroli, il film era pronto per la distribuzione. Ma il 2 ottobre, a Roma, questa volta con l’appoggio delle opposizioni, viene convocata un’altra manifestazione viola contro Berlusconi, il "No B Day 2". Per sostenere l’iniziativa l’autore decide di anticipare e mettere il film online gratuitamente, il 27 settembre.  Mentre a Roma si tiene un’anteprima al cinema Olimpia, in contemporanea si svolgono decine di proiezioni dibattito in diverse città italiane (ma anche a Parigi e a Londra). A organizzare l’evento sono due attiviste che grazie a un mese di duro lavoro, a titolo esclusivamente gratuito, riescono a mettere insieme un circuito alternativo di sale cinematografiche, messe a disposizione da circoli culturali, centri sociali, Anpi, Arci e altre associazioni. Le due attiviste sono Colly Coliva e una giovane  Elly Schlein, che nel 2023 diventerà Segretaria del Partito Democratico.
Il No B Day 2 replica in parte il successo della prima manifestazione: a Roma in Piazza San Giovanni ci sono, secondo gli organizzatori, 500.000 persone. Sul palco, dopo la proiezione di alcuni spezzoni di Bandiera Viola, Claudio Lazzaro espone ai manifestanti la sua idea di libertà d’informazione.
In seguito il film si affiderà a una distribuzione alternativa, utilizzando Internet da una parte, e dall’altra il circuito parallelo delle associazioni culturali, dei circoli Anpi e Arci, delle amministrazioni comunali, dei cineclub e dei centri sociali.